# Ice Climber
Ice Climber (アイスクライマー Aisu Kuraimā) er et videospil udgivet af Nintendo i 1985.  Spillet handler om en eller to eskimobjergbestigere, der skal bestige diverse bjerge. Den ene bjergbestiger er en dreng ved navn Popo, der har en blå eskimodragt på. Den anden er en pige ved navn Nana, som har en lysserød eskimo dragt på. Spillet består af 32 vertikale niveauer. For at klatre op af bjerget, skal man hoppe op og ødelægge isblokke, og man skal undgå at blive angrebet af diverse væsner og nedfaldende istapper. Man kan slå væsenerne ned ved at slå dem ud med sin hammer. Til sidst kommer man til toppen af bjerget, hvor man kan få bonuspoint ved at samle grøntsager eller frugter og ved at gribe fat i en rød kondor. Spillet er udgivet til NES, Game Boy Advance og e-reader-kortlæseren til Game Boy Advance. I Game Boy Advance-udgaven er det muligt at gemme recorderne. De nyere konsoller, den bærbare Nintendo 3DS samt Wii U, tilbyder også Ice Climber, hvor rekorderne også kan gemmes.

## Fjender og venner
På vej op af bjergene vil man støde på fjender, der kan være til irritation eller hjælp.
- Topi: Dette væsen er faktisk det eneste, der kan kaldes en ven, for væsenet bygger nye isblokke, der hvor de mangler. I den japanske udgave af Ice Climber var der sæler. De blev i den amerikanske udgave og i PAL udgaven byttet ud med topierne.

- Pindehugger: Dette væsen er en lille fugl, der flyver rundt og irriterer. Man kan slå den ud ved at slå den med sin hammer eller ved at hoppe op i den.

- Isbjørn: Denne bjørn dukker op hvis man bliver på en etage for længe. Den rykker det synlige felt et stykke op, så den nederste etage forsvinder.

- Kondor: I toppen af niveauet flyver denne fugl rundt. Hvis man griber fat i den, får man bonuspoint.